# Idiocera jucunda
Idiocera jucunda är en tvåvingeart som först beskrevs av Friedrich Hermann Loew 1873.  Idiocera jucunda ingår i släktet Idiocera och familjen småharkrankar. Inga underarter finns listade i Catalogue of Life.